# 謝長廷
謝長廷（1946年5月18日—），中華民國政治人物、律師，民主進步黨籍，生於臺北市大同區，現任總統府資政，曾任中華民國駐日代表、行政院院長、高雄市市長、立法委員及臺北市議會議員，亦曾代表民進黨競選正副總統落敗。
1980年在美麗島事件發生後，謝長廷加入辯護律師團而進入政壇。隔年以黨外人士身分當選為臺北市議員，並在1985年連任。1986年，謝長廷為民主進步黨創黨十人小組之一，也是民進黨黨名命名者、黨綱起草人。1990年透過參選增額立法委員選舉在臺北市第一選舉區當選立委，其後連任第二及三屆立委。1996年以副總統候選人身份與彭明敏搭檔參選總統選舉，此次亦是民進黨首度在總統選舉中推出候選人。
1998年至2005年間，謝長廷曾任兩屆高雄市市長，是高雄市（合併前直轄市）首位非中國國民黨籍的市長，並在2005年轉任行政院院長，翌年辭職赴外進修。
2006年爆發百萬人民倒扁運動後，民進黨備受民怨影響，使謝長廷在年底的直轄市市長選舉中代表民進黨競選臺北市市長落敗。翌年被民進黨提名參選2008年總統選舉，獲得41.55%的選票落敗。選後宣布退出政界，並成立台灣維新基金會。
2016年蔡英文就任總統後出任臺北駐日經濟文化代表處代表，法律上的官銜為中華民國駐日本特命全權大使，主理臺灣對日本的交流事務。
2024年獲總統賴清德聘為總統府資政。

## 生平

### 早年經歷
謝長廷本名「拱廷」，包含著長輩對他成為「國家棟樑」的期望，由於戶籍人員陰錯陽差把閩南語的「拱」寫成了「長」，於是謝拱廷成了「謝長廷」。謝長廷祖籍福建漳州詔安的東山島，家族於清代來到淡水，並於民國三十五年（1946年）5月18日在大稻埕打鐵街（今大同區赤峰街）出生，父親是漢醫師，祖父也是當地漢醫。:44謝長廷的祖父很早就過世，所以其父是由謝長廷的曾祖父扶養長大。謝長廷有一伯祖父在成功中學教過中文，二二八事件時差點在街上被軍警打死。在小學、初中時，謝長廷的父親曾熱衷帶著謝長廷聽政見發表會的場。如後來當選臺北市市長的高玉樹、還有郭國基的政見發表會，謝長廷都曾聽過。:46
謝長廷小時曾隨父親遷居田寮仔、柴寮仔等地。小學五年級時，父親投資生意失敗，全家搬到外婆位於吉林路吉林國小附近的住宅。:43-44其父一度離家出走，當時各路債主跑到謝家冷嘲熱諷、扯開喉嚨罵謝家祖先，全靠其母承受，才搬到吉林路。幾個月後，其父在基隆市被發現，被親戚勸回家。為了還清債務，謝家全家出動，父親繼續當漢醫師；母親幫人作衣服種菜，謝長廷則賣冰棒和碗粿，到打鐵街撿廢鐵、銅，人家丟掉不要的鎖、鐵釘去賣。:49-50初中時，謝長廷考入他填的第一志願成功中學，後就讀臺北商職（今日國立臺北商業大學），期間曾是體操選手，得過中上運動會金牌、省運銅牌，原本想以參加奧林匹克運動會為目標，但在看過小野喬的紀錄片後，自認台灣的體育水準與世界差異甚大，便改變人生目標。
民國五十六年（1967年），謝長廷進入國立臺灣大學法律學系就讀。大一時就讀法律系法學組。在大三時以學生身分考上律師。大學畢業時，謝長廷考上台大法律研究所。後在桃園服預備軍官役，:97退伍後在台大法研所讀了一年，如願考取日本文部省獎學金，前往日本京都留學。1972年前往京都大學深造。謝長廷在修完博士課程後返台。
謝長廷在大三考上律師後，曾透過同學介紹在劉旺才律師事務所工作過，從日本回來後還在劉旺才事務所當過幾年律師，當時陳繼盛、張德銘都是劉旺才的學生，林義雄也在此工作過。:76-77劉旺才後來退休前往美國定居，律師事務所便交給謝長廷打理。
謝長廷一開始從日本回國後，就加入由陳繼盛、張德銘、林義雄和姚嘉文等人創設的「比較法學會」，在這裡也結識了尤清、陳水扁和蘇貞昌等人。
1979年12月10日，高雄美麗島事件發生。1980年1月，美麗島受刑犯姚嘉文的妻子周清玉拿著委任狀出現在法律事務所拜託謝長廷擔任姚嘉文的辯護律師，謝長廷答應周清玉接下這個案子，成為美麗島事件的辯護律師。在十五個律師的投入、大批助理義務的協助下，美麗島辯護律師團組成。
經歷美麗島大審之役後，謝長廷成為不折不扣的「政治案件」律師，他幫同為美麗島事件移送司法審判的周平德辯護過，也幫過鄭南榕、蔡有全等案辯護過，後來陳水扁的「蓬萊島雜誌案」，謝長廷也是他的辯護律師。:83-88
1980年代因加入美麗島辯護律師團因而踏入政壇的謝長廷，在黨外政治運動也是重要的一員，當時黨外力量不斷茁壯，但在台灣戒嚴令的壓制下焦慮的氣息瀰漫。當時謝長廷認為組黨是可行之路，是讓台灣走向民主代價最小、成效最佳的方法。
1981年至1989年，當選台北市議會第四、五屆議員。

### 創黨時期
1985年，謝長廷開始推動建黨計畫，常在費希平家（謝長廷當時的服務處，松江路29號二樓）聚會。當時費希平、黃爾璇、尤清、謝長廷、周清玉、江鵬堅、陳菊、傅正、游錫堃、張俊雄為主要成員，後來被稱為「民進黨建黨10人小組」。
1986年初，開始推動建黨的時候，當時不能電話聯絡，都是見面講。但是在第二次聚會的時候，就發現有情治人員在問，因為情治單位跟他們接觸也是公開的事情，在議會有認識的人都在問組黨的事，問聚會或是起草黨綱的事。當時就知道聚會的事有人洩露出去了，在第二次聚會結束之後，就通知那一天參加聚會的人說「現在不計劃建黨了，時機還沒有成熟」，不久，大概二、三個月後，另外再找人來參加組黨會議。找了十個人。但是有幾個常常見面的人，謝長廷、尤清、費希平，大概是這幾個人發起的，不是很正式的組織，只是聚在一起重新討論組黨的事。每一個禮拜都開會。那時候傅正很謹慎，傅正一直認為說這樣做會被抓，要把參加的人分成好幾批，第一批被抓還有第二批。不過其實那時候已經沒有人了，再去找人就會被特務知道了。所以謝長廷主張組黨一次就要成功，人越多越好。建黨小組在建黨整個過程都沒有人洩密，這點在二十五年後的法庭審理，調查局的幹員也說的清楚，國安局、調查局事先都不知道組黨小組的情資。
1986年9月28日在圓山大飯店敦睦廳內，謝長廷與尤清提出臨時動議，要求變更議程，討論組黨事宜，並主張立即組黨。有一派人主張即日建黨太草率，要求先成立一個小組，謹慎籌劃。兩派相持不下，朱高正站起來發言，要求立刻建黨，還說如果有人被捕，就全體退選。眾人歡呼通過。下午緊接著舉行「組黨發起人會議」，討論黨名、黨章等問題。 「民主進步黨」的名稱由謝長廷提出。因為謝長廷事先已將這個名字函告大家，大家都有這個印象，高度接受。但是在黨名定案前，還是經過一陣激辯，臺灣省議員黃玉嬌反對稱民主進步黨，說：「應稱臺灣民主黨來彰顯臺獨主張。」省議員何春木則開玩笑，重提雷震用過的「中國民主黨」，還說用這個名稱，「將來可以帶回中國大陸去」，哄堂大笑，眾人還是比較支持「民主進步黨」。當時一度引起朱高正異議，表示要取名為「進步民主黨」，「因為可以分裂成兩種民主黨，「以後要分裂比較方便。左派叫做『進步民主黨』，右派叫做『自由民主黨』。」（朱高正晚年說，「民主」就是公政會，「進步」就是編聯會，他刻意讓編聯會排到前面，是消遣一下謝長廷而已。）謝長廷反對，稱：「我們今天才建黨就講分裂的事，有點不吉利吧！」，謝長廷的意見獲會場眾人支持，通過「民主進步黨」為黨名。

### 公職生涯
1981年中華民國縣市長選舉，謝長廷、陳水扁和林正杰同時進入台北市議會，開啟「黨外三劍客」時代，三個人幾乎天天在台北市議會製造話題，也和國民黨新科市議員郁慕明、趙少康及劉樹錚組成的「國民黨三劍客」時時交鋒。:92-93
1986年，民進黨創黨後，同年底增額立委改選。選舉結果康寧祥比當選票數多了7萬多票，選前聲勢最高的謝長廷卻以3千多票之差落選，這是謝長廷人生中第一次落選。 :98
1987年6月12日，為了抗議國安法的的制定，民進黨發動示威遊行，時任台北市議員的謝長廷擔任遊行總領隊:148。當天下午1點民進黨各路人馬集結在立法院門口，向立法院前進，反共愛國陣線與民進黨成員互丟雞蛋引發衝突，雙方僵持至傍晚六點，謝長廷宣布解散，但部分群眾沒有立即離去，直到凌晨一點多，鎮暴部隊強行驅離群眾，才完全落幕。
國民黨隨後將謝長廷起訴，1989年6月9日法院對謝長廷一審宣判3年3個月，禠奪公權3年。當年年底有立委選舉，如不上訴，將無法參選。為了拖延上訴期限，謝長廷決定將戶籍遷到澎湖縣，因為戶籍如果留在台北，上訴期是10天，澎湖因為船運的關係，上訴期可以有27天。直到謝長廷當選立委後，持續上訴，1990年高等法院改判本案，刑期1年，緩刑4年。
「六一二事件」後，謝長廷1989年再次參選立法委員，最後謝長廷以10萬多票高票進入立法院。:111-112
民進黨創黨初期，新潮流系與美麗島系為黨內兩大勢力。1994年首次臺北市市長直選，民進黨舉辦黨內初選，以決定市長提名人。當時陳水扁自立門戶成立「正義連線」打出「正義、進步、安全」的口號，謝長廷結合姚嘉文、尤清、施明德等人，成立「福利國連線」，以推動福利國家理念，黨內成為四大派系鬥爭的現象。福利國連線創立之初，和新潮流有密切合作關係。雖然謝長廷是台北人，但是在台北市長初選謝長廷只以微幅的差額領先陳水扁，投票結果，謝長廷在黨員票及民調皆以些微差距落敗，為了展示黨內團結，謝長廷和妻子召開記者會，宣布退出初選，支持陳水扁，並主動擔任陳水扁的競選總幹事。:120-123
1996年中華民國總統選舉首次總統直選，民進黨當時登記參選的有彭明敏、尤清、林義雄、許信良，分兩階段初選，第一階段是幹評鑑與黨員初選，由領先的許信良和彭明敏在進入第二階段的開放式初選。第二階段初選，是各縣市開放民眾投票，謝長廷當時挾著不分區立委第一名的鋒頭，巡迴全台幫彭明敏助選。透過黨內初選由彭明敏贏得初選，稱為民進黨的總統候選人，選擇副手時，尤清和謝長廷都表達高度意願，最後彭明敏選擇謝長廷作為搭檔。
當時民進黨候選人在總統大選的勝算並不大，甚至被認為陪榜性質，除了是因為時任總統李登輝當時在台灣社會濃厚的「李登輝情結」的發酵之外，更因為中国共产党為嚇阻台灣舉辦首次總統直選，在中國大陸沿海發動軍演，演變成震驚台海內外的「台灣海峽飛彈危機」，台灣民眾對共產黨作法十分憤怒，將反彈力道全灌注在對共產黨強硬的李登輝身上，彭謝配聲勢根本拉不起來，即使國民黨分裂出前司法院院長林洋港和前監察院院長陳履安脫黨獨立參選，亦無損李登輝的選情。
選舉結果，李登輝和副手連戰大勝，彭謝配的得票率創民進黨的新低，只獲得21%的選票，遠低於當時民進黨平均30%的得票率。:124-126

### 高雄市市長
競選過程
1998年時任立委謝長廷南下高雄市選舉，9月2日在三民區千北里里長陪同下，前往戶政事務所辦理戶籍遷入登記。最後謝長廷以四千多票之差，擊敗擔任八年市長的國民黨候選人吳敦義，當選高雄市市長，民進黨也從此長期在高雄主政；2002年，謝長廷以將近兩萬五千票的優勢連任市長。
愛河整治
謝長廷市長任內，全力提高下水道鋪設率，在2002年下水道鋪設率已成長到27%。配合下水道鋪設，全力整治愛河、前鎮河。經過整治後已有魚群穿梭，再加上綠美化成功，已成為高雄市一條浪漫美麗的「藍色公路」。
爭取舉辦2009年世運會
2004年，謝長廷為高雄市代表中華民國首度爭取到國際性運動盛會「2009年世界運動會」主辦權。謝長廷認為，未來高雄的市政建設要有國際化思考，重大的建設要有明確的時間表，高雄市市民也會有具體的城市目標，而台灣的國際化就要從高雄出發。
高雄捷運
2008年3月9日高雄捷運正式開始營運、通車，為高雄的生活機能帶來更大的便利性。

### 行政院院長

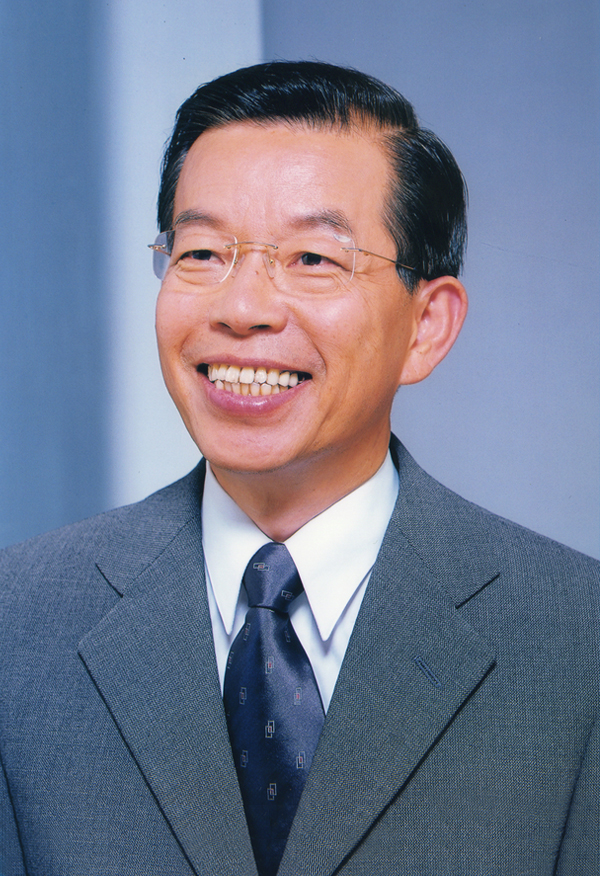
行政院官方肖像

2005年1月，時任高雄市市長謝長廷在游錫堃辭職後，接受總統陳水扁邀請，接任行政院院長職務。
在兩岸關係上，謝長廷認為中華民國憲法為一個中國，不能迴避憲法各表的問題，在行政院院長任內提出「和解共生」的理念。
交通建設方面，謝長廷維持游錫堃內閣時不興建蘇花高之政策，並依時任經建會副主委的張景森之建議，成立國道五號衝擊因應小組及由時任政務委員林盛豐擔任召集人，而後該期間環境差異分析專案小組五次會議都沒有通過興建蘇花高；此外，未編列蘇花高之預算並另提出以東部領航計畫代替蘇花高的政策。
謝內閣大部分閣員也還是游內閣的閣員留任，任職期間又爆發高雄捷運泰勞抗暴事件。擔任閣揆期間，曾接受2100全民開講的訪問。2005年12月的縣市長選舉，民進黨失去長期執政的三個縣市，被視為台灣人對政府的不信任。2006年1月17日，謝長廷辭去閣揆一職，隨即以朝野資深研究員的身份，到美国哈佛大学肯尼迪政府学院進修。3月7日，謝長廷卸任閣揆後離台前往美國哈佛大學甘乃迪學院擔任研究員。

### 競選臺北市市長
2006年8月，由民進黨前主席施明德號召的百萬人民倒扁運動在台北市發起，許多民眾走上街頭要求陳水扁總統應為國務機要費案、其親信及家人相關的諸多弊案負責，並主動下台。朝野政黨對立激烈，而同年年底即將舉行的臺北市市長選舉對民進黨選情極度不樂觀，除了紅衫軍事件導致人民對民進黨的不信任外，再加上台北市選民結構長期對泛藍有利，故民主進步黨臺北市市長候選人人選一度難產。只有前立委沈富雄表態有意參選。反之，高層的佈局則希望由前行政院院長、前高雄市市長、出身臺北市大同區大稻埕的謝長廷能夠披掛上陣。謝長廷主張在高鐵與機場捷運通車後把松山機場改建為森林公園，不過被許多市民及仰賴松山機場往返的離島人士所反彈。謝長廷在臺北市市長選戰中，得到五十二萬五千多票，得票率約40.9％；郝龍斌則得到六十九萬二千多票，得票率約53.8%。謝長廷雖然落敗，但成功穩住民進黨在台北市的基本盤。

### 參選總統及其後

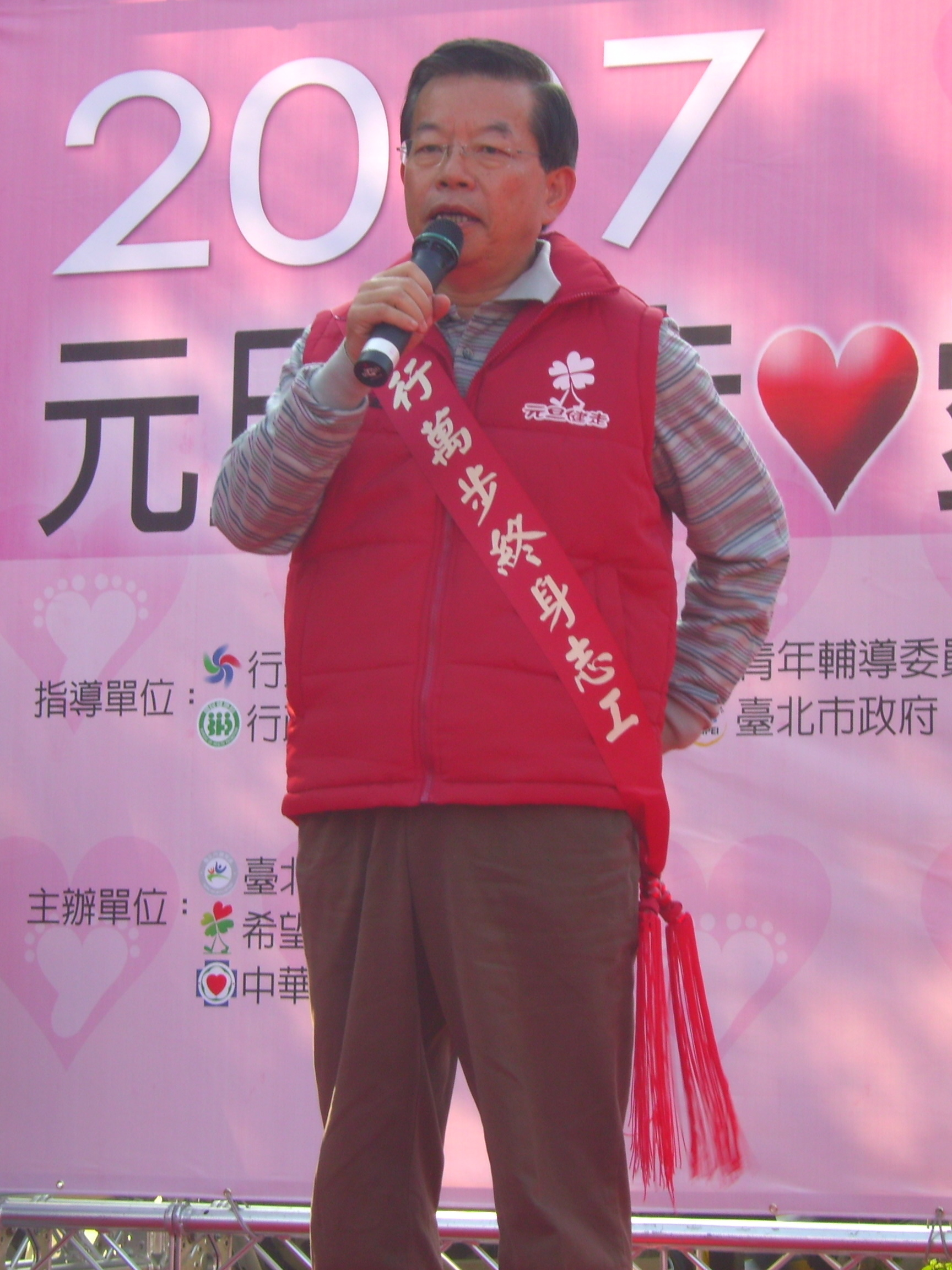
謝長廷（攝於2007年）

謝長廷於2007年2月16日率先表明參選中華民國總統，「民進黨四大天王（謝長廷、蘇貞昌、游錫堃、呂秀蓮）」都先後表明參選意向，民進黨內的初選競賽隨即展開。
| 排名 | 號次 | 姓名   | 得票   | 得票率 |
| ---- | ---- | ------ | ------ | ------ |
| 1    | ①    | 謝長廷 | 62,851 | 44.66% |
| 2    | ②    | 蘇貞昌 | 46,997 | 33.40% |
| 4    | ③    | 呂秀蓮 | 8,668  | 6.16%  |
| 3    | ④    | 游錫堃 | 22,213 | 15.78% |

初選結果謝長廷在黨員投票領先第二名的蘇貞昌，當晚蘇貞昌與游錫堃即表示退出或放棄初選，只有呂秀蓮表示將發揮運動家精神走完全程。不過經過一夜的協調，第二天呂秀蓮公開宣佈支持謝長廷，民進黨總統候選人完成初選階段。2007年8月15日下午，謝長廷從新加坡、印尼返國時，宣佈副手人選為蘇貞昌。時值包括陳水扁在內的民進黨政府高層八年廣泛貪污弊案，引起人民普遍不滿，民進黨早已被認定勝利無望，謝長廷受到陳水扁的連累。
2008年3月22日的選舉結果，謝長廷獲得5,444,949票，得票率41.55%，以220餘萬票差距落選，敗給760多萬票、得票率58.45%的國民黨參選人馬英九，創下藍綠陣營在總統層級一對一選舉中前所未有之慘敗。選後宣稱要依選前諾言退出政壇，但在大約兩年後復出，並為此於2010年7月21日透過廣播節目首度公開道歉。
2010年7月25日謝長廷再度公開道歉，並坦承其當年決定退出政壇是「判斷錯誤」。
敗選後，謝長廷籌組「影子政府」，並在12月9日和親綠的電臺合作，在每天下班尖峰時間，推出一個小時的廣播節目。2009年3月2日，謝在各大報刊登廣告，極力撇清與「吳敦義緋聞錄音帶」事件的關連，甚至不惜提告以維護名譽。2011年6月11日，前高雄市議員陳春生指控謝長廷交付吳敦義緋聞錄音帶被判誣告，遭處八個月的有期徒刑。
2010年7月18日，參與民進黨第十四屆中執評委選舉，獲得十七名黨代表的支持，以第一高票當選中央執行委員，隨後並順利當選中央常務委員。
2011年，民進黨將其列名為2012立委選戰不分區立法委員，第二十順位。
2012年10月1日謝長廷宣布將於十月四日至八日拜訪大陸展開「開展－互信＆分享的新頁」之旅。謝長廷表示，定調「開展」，民進黨的精神就是要不斷找出路、不斷創新、不斷有新的作為，才能不斷往前進，若沒有新的方法去突破便可能會停止進步。 访问大陆期间，谢长廷会见了分管外交的国务委员戴秉国以及若干中共涉台官员。
謝長廷訪陸後，台灣指標調查研究公司也在謝返台的第一時間發佈民調，結果顯示：民眾針對大陸持續開放民進黨高層前往參訪，有57.8％認為對兩岸政治交流與和平發展「有幫助」。其中，高達63.2％民進黨支持者認為「有幫助」，也有64.7％國民黨支持者持正面看法。更重要的是，民眾贊成「民共兩黨暫時擱置對立主張，共同推動兩岸和平發展」的比例，高達73.1%，只有10.3%不贊成。即使民進黨支持者也有高達72.9%贊成，只有15.6%不贊成。
2014年1月29日下午，謝長廷在黨內中常會前對於媒體詢問主席參選與否時明確回應：「對。」但最後他支持蔡英文，沒有參選主席。
2015年4月14日中午，臺北市市長柯文哲將臺北市政府市政顧問副召集人的聘書頒發給謝長廷，並請謝長廷針對2017年世界大學運動會對北市府各局處首長進行專題演講，會中謝長廷分享了過去經驗表示辦活動一定要有熱情，熱情參與就會有能量，柯文哲簡短發言感謝謝長廷的分享，並笑說就如謝院長講的「問題就在主席臺，關鍵在前三排」，市府很執著要把事情做好，但未來他會努力思考如何激起臺北民的熱情，把2017世大運當成一場蛻變的慶典來舉辦。
2016年起擔任中華民國駐日本大使，由於中華民國與日本無正式外交關係，對外稱臺北駐日經濟文化代表處代表。
2021年3月，獲美國駐日本大使館邀請，會見美國駐日代理大使楊舟；8月11日，會見美國駐日本代理大使谷立言。
2024年8月1日，獲總統賴清德聘為總統府資政；8月6日，卸任駐日代表。

## 選舉紀錄
| 年度 | 選舉屆數                     | 選舉區                                 | 所屬政黨   | 得票數    | 得票率 | 當選標記 | 備註 |
| ---- | ---------------------------- | -------------------------------------- | ---------- | --------- | ------ | -------- | ---- |
| 1981 | 第四屆臺北市議員選舉         | 臺北市第三選舉區                       | 無黨籍     | 17,823    | 15.03% |          |      |
| 1985 | 第五屆臺北市議員選舉         | 臺北市第三選舉區                       | 無黨籍     | 19,906    | 15.97% |          |      |
| 1986 | 第一屆立法委員第五次增額選舉 | 臺北市選舉區                           | 民主進步黨 | 70,663    | 7.74%  |          |      |
| 1989 | 第一屆立法委員第六次增額選舉 | 臺北市第一選舉區                       | 民主進步黨 | 107,218   | 19.92% |          |      |
| 1992 | 第二屆立法委員選舉           | 臺北市第一選舉區                       | 民主進步黨 | 83,264    | 13.79% |          |      |
| 1995 | 第三屆立法委員選舉           | 全國不分區選舉區                       | 民主進步黨 | 3,128,601 | 33.60% |          |      |
| 1996 | 第九任總統、副總統選舉       | 第九任總統、副總統選舉                 | 民主進步黨 | 2,274,586 | 21.10% |          |      |
| 1998 | 第二屆高雄市市長選舉         | 高雄市 （合併前直轄市）                | 民主進步黨 | 387,797   | 48.71% |          |      |
| 2002 | 第三屆高雄市市長選舉         | 高雄市 （合併前直轄市）                | 民主進步黨 | 386,384   | 50.04% |          |      |
| 2006 | 第四屆臺北市市長選舉         | 臺北市                                 | 民主進步黨 | 525,869   | 40.89% |          |      |
| 2008 | 第十二任總統、副總統選舉     | 第十二任總統、副總統選舉               | 民主進步黨 | 5,444,949 | 41.55% |          |      |
| 2012 | 第八屆立法委員選舉           | 全國不分區及僑居國外國民立法委員選舉區 | 民主進步黨 | 4,556,424 | 34.62% |          |      |

## 荣誉

### 中华民国勋章奖章
- 一等卿雲勳章（2006年1月27日於臺北總統府頒授[32]）

### 外国勋章奖章
- 國鳥大十字勳章（危地马拉，2005年[33]）

## 爭議事件

### 宋七力
謝長廷曾爲宋七力的信徒，曾公開表明自己和家人相信宋七力分身的概念。他也曾為宋七力的宣傳廣告擔任男主角，而他的妻子游芳枝則撰寫了宣傳宋七力的《宇宙光明體》一書，並製作了一系列的宣傳錄影帶。

### 調查局線民爭議
中華民國調查局前副局長高明輝、前調查員謝育男、許榮棋、邱毅等人，指控謝長廷在黨外時期，擔任調查局線民，收取新台幣二十萬元代價，提供情報，不過謝長廷否認此項指控。2021年民進黨前主席施明德在臉書認為謝長廷是調查局的臥底，並表示資訊來源為民進黨另一位前主席江鵬堅，江在向施坦承自己是調查局臥底後也指出謝長廷同樣也是。

### 退出政壇
謝長廷在與蘇貞昌搭檔參選2008年中華民國總統選舉時，曾做出「若未當選將退出政壇」的政治承諾，希望激起一些火花。謝長廷在敗選後沉寂一段時間後，開始從事政治活動。其中最有代表性的就是組成台灣維新影子政府，藉由電台及網路從事政治評論。後來參與民進黨內公職選舉，謝也曾因此公開道歉。

### 毀謝小組
2007年，謝長廷陣營曾指中國國民黨運作「毀謝計畫」，以負面的謠言企圖影響謝的選情，甚至曾有情治單位介入，不過此消息至今仍未獲得證實。謝長廷指出，法院也說有「讀書會」，實際就是要毀謝的人格、政績。

### 沖之鳥護魚爭議
2016年，謝長廷於冲之鸟岛護漁爭議中曾說派出軍艦第一線護漁不妥，基於對等原則，日本派出海上保安廳的公務船執行驅除任務，我方也只要派出海巡署的艦艇執行護漁任務即可。

### 國民黨設立慰安婦銅像
2018年8月，謝長廷在臉書發文指「台灣內部的中國政黨不斷擴大台日的矛盾對立：在臺南市主導，設置慰安妇銅像；發起禁止東北食物進口台灣的公民投票，其作用在破壞台日關係，不言而喻。」
國民黨發言人洪孟楷則表示不適任。

### 關西機場封閉事件
2018年颱風燕子影響，关西国际机场遭遇損害，一名國立臺北大學學生游旻哲在PTT假稱搭上中國大陸赴關西機場派車、並假稱打給大阪辦事處遭受冷漠嘲笑，造成假新聞流傳。國立臺北大學主任秘書呂育誠事後回應，稱「先確認學生身心狀況」。
9月5日早上謝長廷於臉書發表「與巴拉圭新任駐日本大使相談甚歡」以及反駁「國民黨發言人洪孟楷今天指控」。謝長廷隔日才於臉書回覆，對於提供台灣民眾援助部分表示「我現在無暇仔細說明許多查明的細節，承受大家憤怒的出口，也沒有關係。」話鋒一轉又指出他有空查證大陸是否有派人接送大陸旅客一事，他查證結果認為「可見大家都是搭乘機場安排的交通工具離開機場」，所有旅客由關西機場安排的交通工具離開機場，而過橋後陸客再由其使館巴士接應至車站。

### 接受中聯辦部長接機招待
2019年12月29日，國民黨總統候選人韓國瑜在2020年中華民國總統選舉電視辯論稱「2013年謝長廷到了中聯辦，由香港接待，赴北京和解放軍將領侃侃而談。」這個造謠被台灣事實查核中心認證是假消息，並且提出事實是謝長廷赴港參加研討會，接受中聯辦台灣事務部長唐怡源接機招待，但沒有進到中聯辦。

### 福島核廢水排放
2021年，日本国政府批准將福島第一核電廠事故后经过处理和稀釋的核廢水排入太平洋的舉措，预計于2023年逐步向海洋排放核污水大约一百多万吨，为期三十年。消息一出，包括中國、南韓、朝鮮、俄罗斯等鄰國皆表示抗議或批評，中華民國外交部亦表示關切。謝長廷以臺灣核一廠、核二廠皆有排放核廢水為由，回應日方舉動（核一廠、核二廠與福島核廢水二者來源不同，一般核電廠排放之廢水為處理過程中的含氚廢水，日方所欲排放之廢水為流經熔毀爐心下的地下水）。謝長廷則回應，他可以接受原能會所言，反應爐冷卻水不等於爐心滲漏的水，但經特別處理後並沒有危險。他強調：「我不能裝傻説核能發電廠的廢水沒有放射性物質或排入海洋廢水沒有含氚。」、「若日本排入海洋的符合國際原子能總署標準，我們不會反對。」

## 家庭
謝長廷的先祖曾是在清朝入主臺灣後，擔任過滬尾（今新北市淡水區）守備及澎湖的協台（武官）。根據謝家家譜，謝長廷的祖籍是漳州府诏安县。而謝長廷有幾位女性祖輩，族譜上載明出生地是「番社」，因此推斷謝長廷有臺灣原住民族的血統。
謝長廷的祖父謝泮水早逝，父親由謝長廷的曾祖父撫養，謝長廷的父親便跟著謝長廷的曾祖父生活。
妻子
- 游芳枝是臺北縣中和鄉（今新北市中和區）人，出身公務員家庭，臺北市立第一女子高級中學畢業、國立臺灣大學法律學士。

子女
- 張維洲（已終止收養關係之養子）

## 外部連結
- 謝長廷的Facebook專頁
- 謝長廷的Plurk專頁
- 謝長廷的官方部落格（页面存档备份，存于）
- 謝長廷的X（前Twitter） （页面存档备份，存于）
- 新文化工作隊的Facebook專頁 （页面存档备份，存于）

| 中華民國政府職務 | 中華民國政府職務                                             | 中華民國政府職務                     |
| ---------------- | ------------------------------------------------------------ | ------------------------------------ |
| 高雄市政府       |                                                              |                                      |
| 前任： 吳敦義    | 高雄市市長 直轄市民選第二、三屆 1998年12月25日—2005年1月31日 | 繼任： 陳其邁（代理） 正任：陳菊     |
| 行政院           |                                                              |                                      |
| 前任： 游錫堃    | 行政院院長 第十九任 2005年2月1日—2006年1月25日               | 繼任： 蘇貞昌                        |
| 政党职务         |                                                              |                                      |
| 民主進步黨       |                                                              |                                      |
| 前任： 林義雄    | 民主進步黨主席 第九屆 2000年6月25日—2002年7月21日            | 繼任： 陳水扁                        |
| 前任： 陳水扁    | 民主進步黨主席 代理 2008年1月12日—2008年5月20日              | 繼任： 蔡英文                        |
| 外交職務         |                                                              |                                      |
| 中華民國外交部   |                                                              |                                      |
| 前任： 沈斯淳    | 駐日大使 第十二任 2016年6月9日—2024年8月6日                  | 繼任： 蔡明耀（代理） 李逸洋（正任） |